# 中華民國臺灣
中華民國臺灣，是第十四任中華民國總統蔡英文在2019年提出的國家論述概念，與台灣共識相同，被認為是兩國論的延伸。這個概念，將台灣認同和中華民國認同，兩者視為同一認同。台灣就是中華民國、中華民國就是台灣，延伸出：“中華民國是主權獨立國家”和“台灣是主權獨立國家”，兩者可以相互轉換和運用於內政與外交場合，所發佈的官方正式談話、新聞以及文件上。

## 出處及其應用
2016年民主進步黨籍的蔡英文就任中華民國總統後，於2019年國慶演說中，正式提出「中華民國台灣」的說法，主張國家認同不應該區分為中華民國與臺灣兩個不同陣營，應該團結一致。
2020年初適逢中華民國第15任總統選舉，蔡英文競選辦公室發言人林靜儀在接受德國之聲記者專訪時，提及「主張統一可能構成叛國」的言論，並因此請辭的事件。蔡英文在其個人臉書提出，經由民主機制，可以讓台灣人民找到國家認同的最大公約數。她認為「中華民國台灣」是人民共識所在。
2020年大選之後，蔡英文接受BBC訪問，被問及是否宣佈台灣獨立的問題，蔡英文說「我們不需要宣告自己是一個獨立國家」。她又說道，「我們已經是一個獨立的國家，我們叫自己中華民國台灣。」2020年4月1日，蔡英文再次強調「中華民國台灣」是台灣人民最大共識。
2020年時任總統蔡英文就職演說時提到：「各位國人同胞，過去七十年來，中華民國台灣，在一次又一次的挑戰中，越發堅韌團結。」這段話所提到的70年，是從1950年至2020年。

蔡英文於中華民國108年國慶當日演說時表示，「中華民國台灣」這六字並非任何政黨專利，意旨在實現整體台灣共識：
「我們共同走過這一段路，無論是哪個黨派，只要是生活在這塊土地上的人民，都不能分割彼此。中華民國不是誰的專利，台灣也不是誰可以獨占。『中華民國台灣』六個字，絕對不是藍色、也不會是綠色，這就是整個社會最大的共識。」
中華民國外交部回應中華人民共和國外交部部長王毅，中華民國外交部發言人歐江安2021年3月9日表示：台灣從來不是中華人民共和國的一部分，「中華民國台灣」是主權國家。
中華民國外交部對於中美雙方官員於2021年3月18日至19日之會談表示：「中方官員在會談中或其後有對台灣主權屬於中國的誤謬、扭曲說法，但這些說法悖離事實，也違反台灣人民意志。外交部強調，中華民國台灣是一個主權獨立的民主國家，主權屬於台灣2,350萬人民，也只有台灣人民有權決定台灣的未來。中華人民共和國從未統治台灣，而台灣也獨自存在於國際社會，這就是兩岸長久以來的事實和現狀。無論中國政府如何扭曲其對台主張，都無法改變這事實，台灣人民只會更堅定對主權和民主的堅持，也會繼續和共享民主價值國家共同努力，維護並增進印太區域的和平、穩定與繁榮。」
2021年10月10日，蔡英文在中華民國一百一十年國慶演說時表達四個堅持，包括「永遠要堅持自由民主的憲政體制，堅持中華民國與中華人民共和國互不隸屬，堅持主權不容侵犯併吞，堅持中華民國台灣的前途，必須遵循全體台灣人民的意志。」這四個堅持，是台灣人民的底線。
2022年5月2日，中華民國外交部常次俞大㵢在立法院作報告時，引用了「中華民國台灣」這一稱呼，遭到中國國民黨籍立法委員曾銘宗批評，認為不應在正式官方文書使用這個稱呼。

## 英文名稱
據中華民國總統府和BBC英國廣播公司版本，其譯名皆為Republic of China (Taiwan)，字意為：Republic of China又稱之為Taiwan，後者是前者的通稱。例如：美國的全名為United States of America，而其簡稱為USA，可寫成United States of America (USA)，又如大韓民國（南韓）可寫作Republic of Korea (South Korea)。
中華民國護照的英文Republic of China (Taiwan)常被用作中華民國（臺灣）的譯名，但与“中華民國臺灣”不同，其志在區別中華人民共和國護照。

## 民調
| 政治光譜   | 贊同 | 不贊同 | 未表態 |
| ---------- | ---- | ------ | ------ |
| 民主進步黨 | 90.2 | 3.2    | 6.6    |
| 中國國民黨 | 23.4 | 60.4   | 16.3   |
| 臺灣民眾黨 | 55.3 | 36.8   | 7.9    |
| 時代力量   | 80.6 | 13.8   | 5.5    |
| 泛綠       | 82.2 | 5.5    | 12.3   |
| 泛藍       | 32.5 | 40.9   | 26.6   |
| 中立       | 50.0 | 8.4    | 41.6   |

來源：兩岸政策協會

## 評價
中共官媒《人民日报》海外版認為，「中華民國台灣」一詞是台獨的「新冠」，這個詞彙的提出只是民進黨的台獨手段而已。
《歪腦》雜誌認為，「中華民國台灣」與「中華民國在台灣」，或是《台灣前途決議文》中「台灣是事實上獨立國家」等說法沒有實質區別；蔡英文提出這個說法只是為了要在傳播過程中，用最粗暴的方法模糊「台灣」和「中華民國」的分歧，消解二者的對立。
日本東京大學教授川島真認為，中華民國台灣的說法是蔡英文在不放棄中華民國框架的情況下尋求維持現狀的手段。  
臺灣作家、政經評論員汪浩在研究數份前中華民國總統蔣中正（蔣介石）的手稿後，提出「中華民國台灣」之源頭並非來自蔡英文，而是1950年時任總統蔣中正的說法。